# Rutland, Illinois
Rutland är en ort i LaSalle County i delstaten Illinois, USA.